# Deperdussin Monocoque

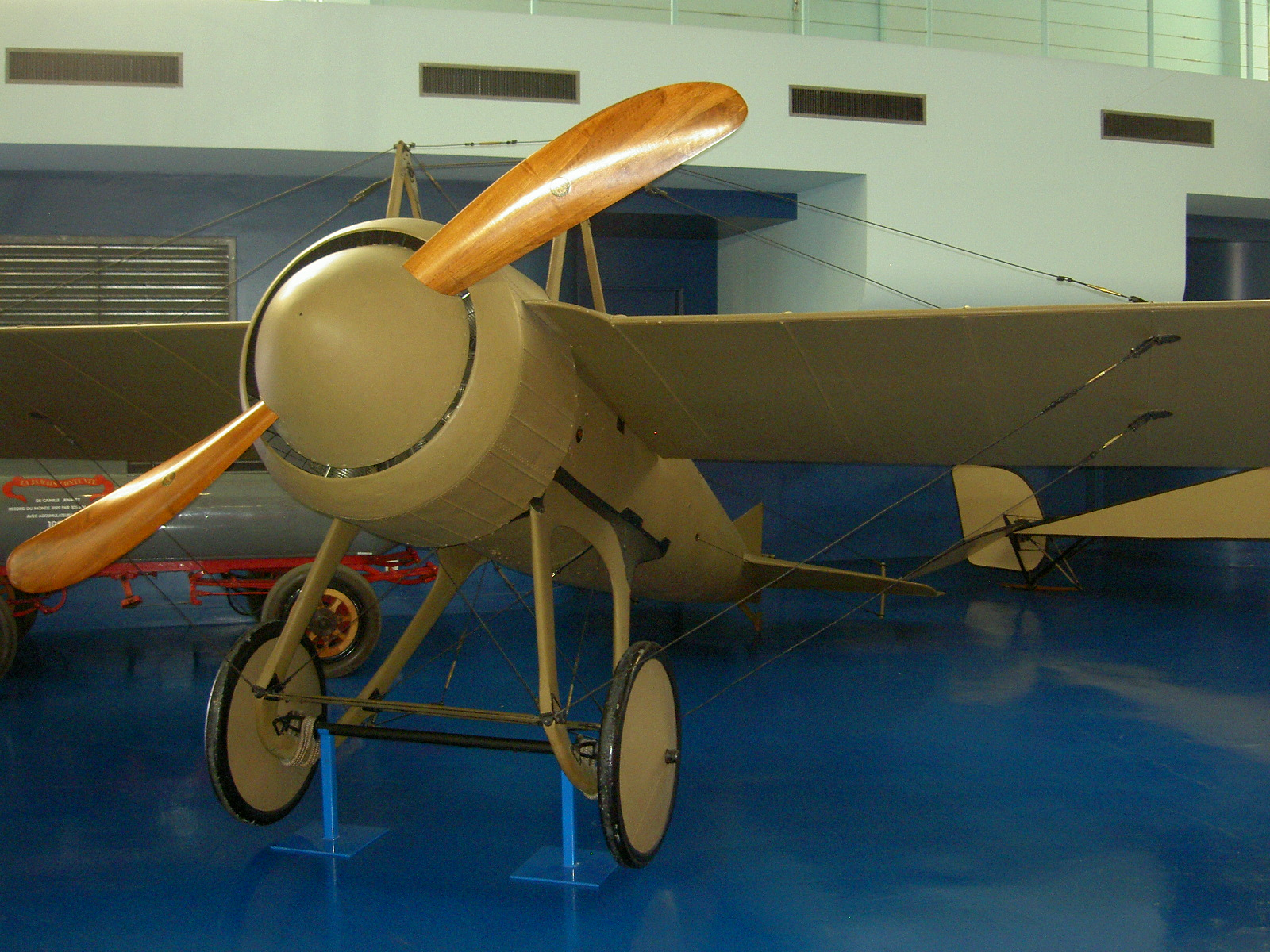
Deperdussin Monocoque la muzeul aviației din Bourget.

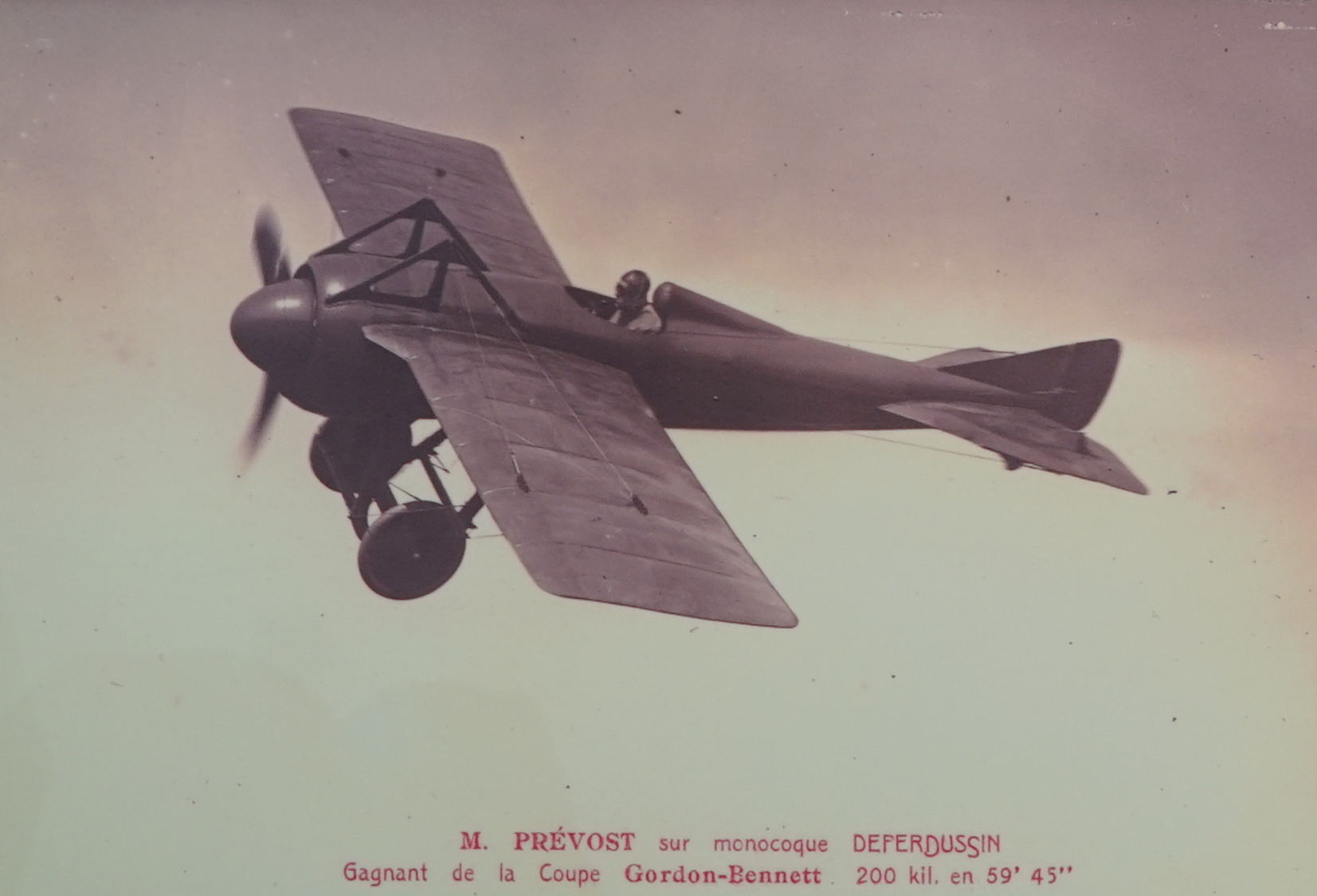
Deperdussin Monocoque în timpul zborului.

Deperdussin Monocoque a fost unul dintre primele avioane de curse proiectat de Louis Béchereau și construit în anul 1912 de SPAD, un producător de aeronave francez activ între 1911 și 1921. Aeronava s-a remarcat prin câștigarea trofeului Gordon Bennett în 1912 și 1913, fiind primul aparat de zbor care a atins 210 km/h(130 mph).
Caracteristici
- Lungime: 6 m.
- Anvergură: 6,65 m.
- Înălțime:
- Suprafață portantă: 9,7 m².
- Masă: 612 kg.
- Motor: Gnome Lambda Lambda cu 14 cilindri răcit cu aer, 160 CP (120 kW).

Performanțe
- Viteza maximă: 210 km/h